# Iva Straková
Pour les articles homonymes, voir Straková.
Iva Straková (née le 4 août 1980 à Tábor) est une athlète tchèque, spécialiste du saut en hauteur.

## Carrière
Sa meilleure performance est de 1,95 m, qu'elle a réalisée à Kladno en juin 2007 et égalée à deux reprises en 2008. Mais, en salle, elle a franchi 1,98 m à Čejkovice (14/03/2008).

## Palmarès
| Date | Compétition                    | Lieu       | Résultat | Marque |
| ---- | ------------------------------ | ---------- | -------- | ------ |
| 2002 | Championnats d'Europe          | Munich     | qual.    | 1,87 m |
| 2003 | Championnats du monde en salle | Birmingham | qual.    | 1,90 m |
| 2003 | Championnats du monde          | Paris      | qual.    | 1,80 m |
| 2004 | Jeux olympiques                | Athènes    | qual.    | 1,89 m |
| 2005 | Championnats d'Europe en salle | Madrid     | 7e       | 1,89 m |
| 2005 | Championnats du monde          | Helsinki   | 11e      | 1,85 m |
| 2006 | Championnats du monde en salle | Moscou     | qual.    | 1,93 m |
| 2006 | Championnats d'Europe          | Göteborg   | qual.    | 1,83 m |
| 2007 | Championnats du monde          | Osaka      | qual.    | 1,91 m |
| 2008 | Championnats du monde en salle | Valence    | 8e       | 1,93 m |
| 2008 | Jeux olympiques                | Pékin      | 9e       | 1,93 m |
| 2009 | Championnats d'Europe en salle | Turin      | 7e       | 1,92 m |
| 2009 | Championnats du monde          | Berlin     | qual.    | 1,89 m |
| 2010 | Championnats du monde en salle | Doha       | 9e       | 1,91 m |

## Records
| Épreuve         | Épreuve   | Performance | Lieu                     | Date                                 |
| --------------- | --------- | ----------- | ------------------------ | ------------------------------------ |
| Saut en hauteur | Plein air | 1,95 m      | Kladno Ostrava Eberstadt | 2 juin 2007 31 mai 2008 28 juin 2008 |
| Saut en hauteur | En salle  | 1,98 m      | Čejkovice                | 14 mars 2008                         |